# Communauté de communes Seine Barse
La Communauté de communes Seine Barse est une ancienne communauté de communes française, située dans le département de l'Aube, région Grand Est.

## Historique
- La Communauté de communes Seine Barse a été constituée le 30 décembre 2010.

- Le 1er janvier 2017 la communauté de communes est intégrée dans la nouvelle communauté d'agglomération Troyes Champagne Métropole, composée de 81 communes[2].

## Composition
Elle était composée des treize communes suivantes :
| Nom                       | Code Insee | Gentilé        | Superficie (km2) | Population (dernière pop. légale) | Densité (hab./km2) |
| ------------------------- | ---------- | -------------- | ---------------- | --------------------------------- | ------------------ |
| Lusigny-sur-Barse (siège) | 10209      | Lusigniens     | 37,92            | 2 010 (2014)                      | 53                 |
| Bouranton                 | 10053      | Bourantonnais  | 8,15             | 558 (2014)                        | 68                 |
| Clérey                    | 10100      | Clériciens     | 18,79            | 1 100 (2014)                      | 59                 |
| Courteranges              | 10110      | Courterangeois | 6,47             | 575 (2014)                        | 89                 |
| Fresnoy-le-Château        | 10162      | Fresnichons    | 11,48            | 271 (2014)                        | 24                 |
| Laubressel                | 10190      | Laubressellois | 16,24            | 534 (2014)                        | 33                 |
| Mesnil-Saint-Père         | 10238      | Mesnilois      | 17,45            | 462 (2014)                        | 26                 |
| Montaulin                 | 10245      | Montaulinois   | 12,41            | 801 (2014)                        | 65                 |
| Montiéramey               | 10249      |                | 6,73             | 419 (2014)                        | 62                 |
| Montreuil-sur-Barse       | 10255      | Montreuillois  | 13,13            | 312 (2014)                        | 24                 |
| Rouilly-Saint-Loup        | 10329      | Lupiruliens    | 11,26            | 545 (2014)                        | 48                 |
| Ruvigny                   | 10332      | Ruvigniens     | 4,15             | 489 (2014)                        | 118                |
| Thennelières              | 10375      | Tanoclariens   | 6,73             | 345 (2014)                        | 51                 |

## Administration
Bernard Roblet, maire de Thennelières a été élu président de la communauté de communes.
| Période | Période       | Identité       | Étiquette | Qualité               |
| ------- | ------------- | -------------- | --------- | --------------------- |
| 2011    | décembre 2016 | Bernard Roblet |           | Maire de Thennelières |